# Diplomacia

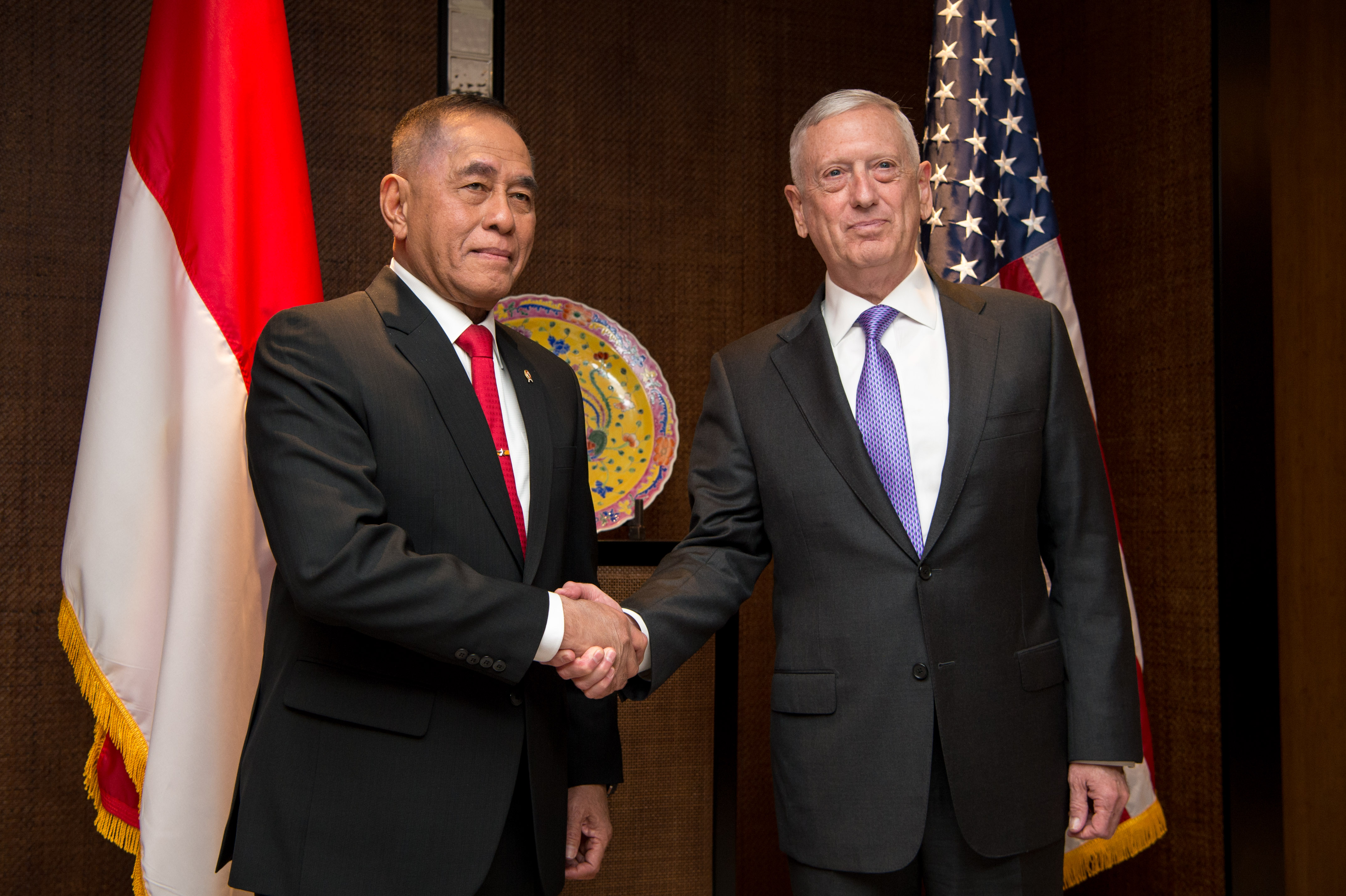
Encontro diplomático entre os generais James Mattis e Ryamizard Ryacudu durante a 16ª Cúpula de Segurança da Ásia do Instituto Internacional de Estudos Estratégicos, em Singapura, em 3 de junho de 2017.

A Diplomacia é um instrumento de política externa e das relações internacionais criado com o fim de estabelecer e desenvolver contatos pacíficos entre os governos de diferentes Estados, pelo emprego de intermediários, mutuamente reconhecidos pelas respectivas partes. Geralmente, é empreendida por intermédio de diplomatas de carreira e envolve assuntos de guerra e paz, comércio exterior, promoção cultural, coordenação em organizações internacionais e outras organizações. As relações diplomáticas são definidas no plano do direito internacional pela Convenção de Viena sobre Relações Diplomáticas (CVRD), de 1961.

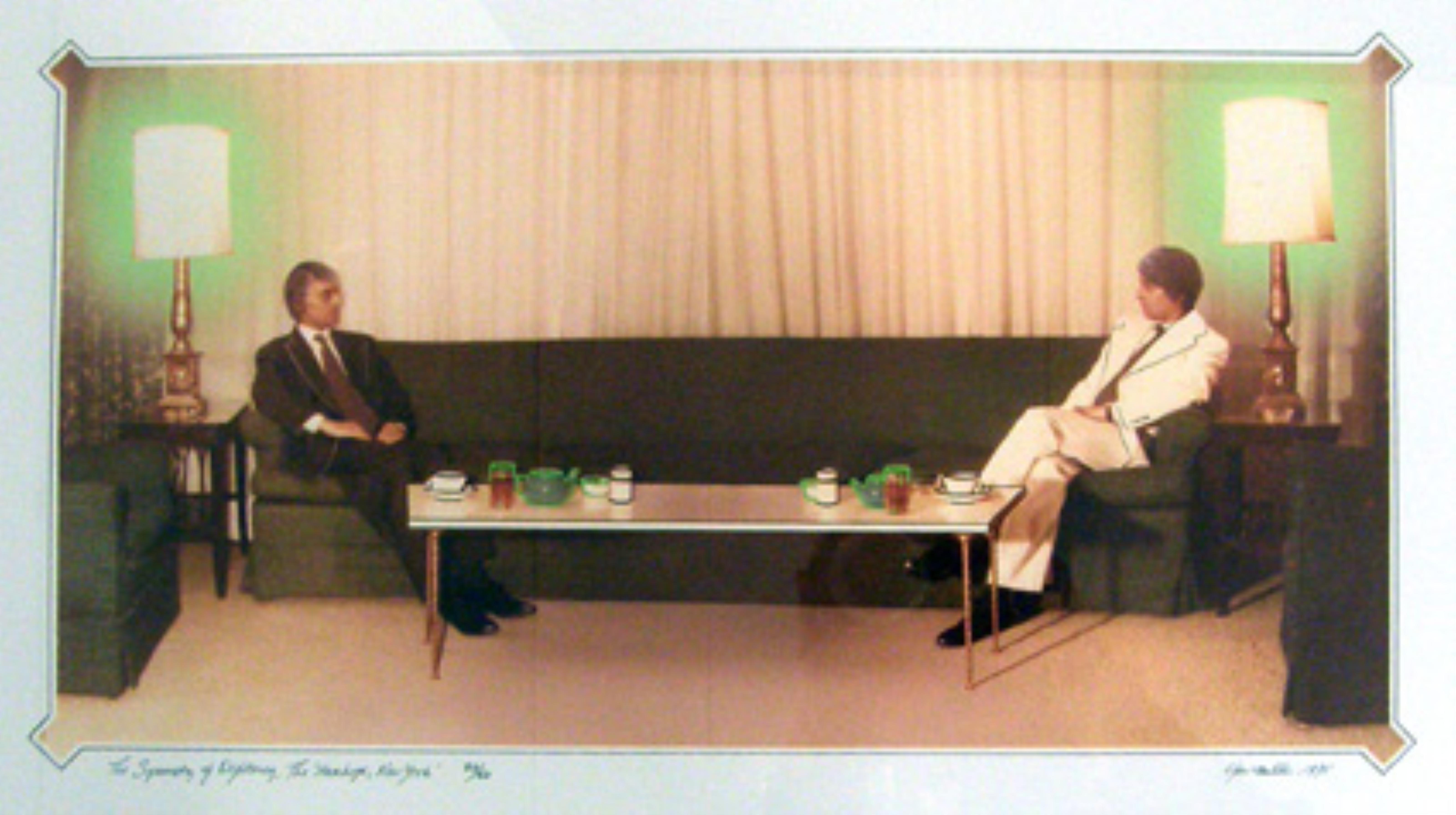
Symmetry of Diplomacy, fotografia de Ger van Elk, de 1975, no Groninger Museum.

Convém distinguir entre diplomacia e política externa — a primeira é uma dimensão da segunda. A política externa é definida em última análise pela Chefia de Governo de um país ou pela alta autoridade política de um sujeito de direito internacional; já a diplomacia pode ser entendida como uma ferramenta dedicada a planejar e executar a política externa, por meio da atuação de diplomatas.
Figurativamente, ou de forma coloquial, chama-se diplomacia o uso de delicadeza ou os bons modos, ou, ainda, astúcia para tratar qualquer negócio. O padroeiro dos diplomatas e do exercício da diplomacia é o São Gabriel. Três famosos diplomatas brasileiros foram José Maria da Silva Paranhos Júnior, o Barão do Rio Branco, João Cabral de Melo Neto e Vinicius de Moraes.

## Etimologia
O termo é registrado em português a partir de 1836 e advém do grego díplóma, matos, "objeto duplo, tablete de papel dobrado em dois", através do latim diploma, "papel dobrado, carta de recomendação, carta de licença ou privilégio" e do francês diplomatie (1790), "ciência dos diplomas" ou "relativo às relações políticas entre Estados ou referente aos diplomatas".

## História

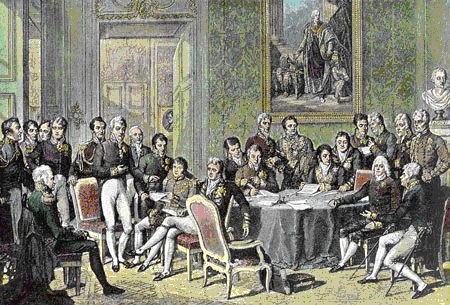
O Congresso de Viena por Jean-Baptiste Isabey, 1819.

A faculdade de praticar a diplomacia é um dos elementos definidores do Estado, razão pela qual aquela tem sido exercida desde a formação das primeiras cidades-Estado, há milênios. Na Antiguidade e na Idade Média, os diplomatas eram quase sempre enviados apenas para negociações específicas, retornando com a sua conclusão. A história registra como primeiros agentes diplomáticos permanentes os apocrisiários, representantes do papa e de outros patriarcas católicos junto a Bizâncio. Também exerciam suas funções de modo permanente os procuratores in Romanam Curiam, representantes dos soberanos europeus junto ao papa em Roma. Com estas duas instituições (apocrisiários e procuratores) surgiram os primeiros conceitos do que viria a ser a diplomacia moderna, como as instruções, as credenciais e as imunidades.
A origem da diplomacia moderna pode ser encontrada nos Estados da Itália Setentrional, no começo do Renascimento, com o estabelecimento das primeiras Missões diplomáticas no século XIII. A primeira Missão diplomática permanente foi estabelecida por Milão em 1446 junto ao governo de Florença. No norte da Itália surgiram diversas das tradições da diplomacia, como a apresentação de credenciais dos embaixadores estrangeiros ao Chefe de Estado.
Dentre as grandes potências europeias, a Espanha foi a primeira a manter um representante permanente no exterior - na corte inglesa, a partir de 1487. No final do século XVI, o estabelecimento de Missões permanentes já se havia tornado frequente na Europa. Naquela época, a ideia de um diplomata era a definição de Henry Wotton: "um homem correto enviado ao estrangeiro para mentir por sua pátria", como disse quando em missão em prol da Inglaterra em Augsburgo, em 1604.
Ao instituir o sistema do equilíbrio europeu, a Paz de Vestfália (1648) consolidou a necessidade das Missões diplomáticas permanentes, por meio das quais os Estados europeus buscavam criar ou preservar alianças.
Como os embaixadores eram, como regra geral, membros da nobreza ou políticos com pouca experiência em relações exteriores, criou-se uma crescente base de diplomatas profissionais nas Missões no exterior. Na mesma época, começavam a ser estruturados os Ministérios do Exterior nas principais capitais europeias.
Com a presença permanente de enviados diplomáticos nas capitais europeias, surgiram conceitos como o de precedência, que organizava os chefes de Missão estrangeiros em ordem de importância. As regras a esse respeito variavam de país para país e eram com frequência confusas, distinguindo entre representantes de monarquias e repúblicas, ou conforme a religião oficial do Estado acreditante. O Congresso de Viena de 1815 criou um sistema de precedência diplomática, mas o tema continuou a ser fonte de discordância até o século XX, quando foi regulado definitivamente, pelo artigo 16 da Convenção de Viena sobre Relações Diplomáticas.
A primeira Embaixada enviada por um Estado europeu ao Oriente foi a da Inglaterra junto ao imperador mogol, em 1615. As tradições diplomáticas fora da Europa diferiam em muito das europeias, especialmente no que se refere aos grandes impérios como o Otomano ou o chinês, que se consideravam superiores aos outros Estados. Por fim, a expansão europeia nos séculos XVIII e XIX levou consigo a prática diplomática daquele continente, tornando-a universal.

## Funções

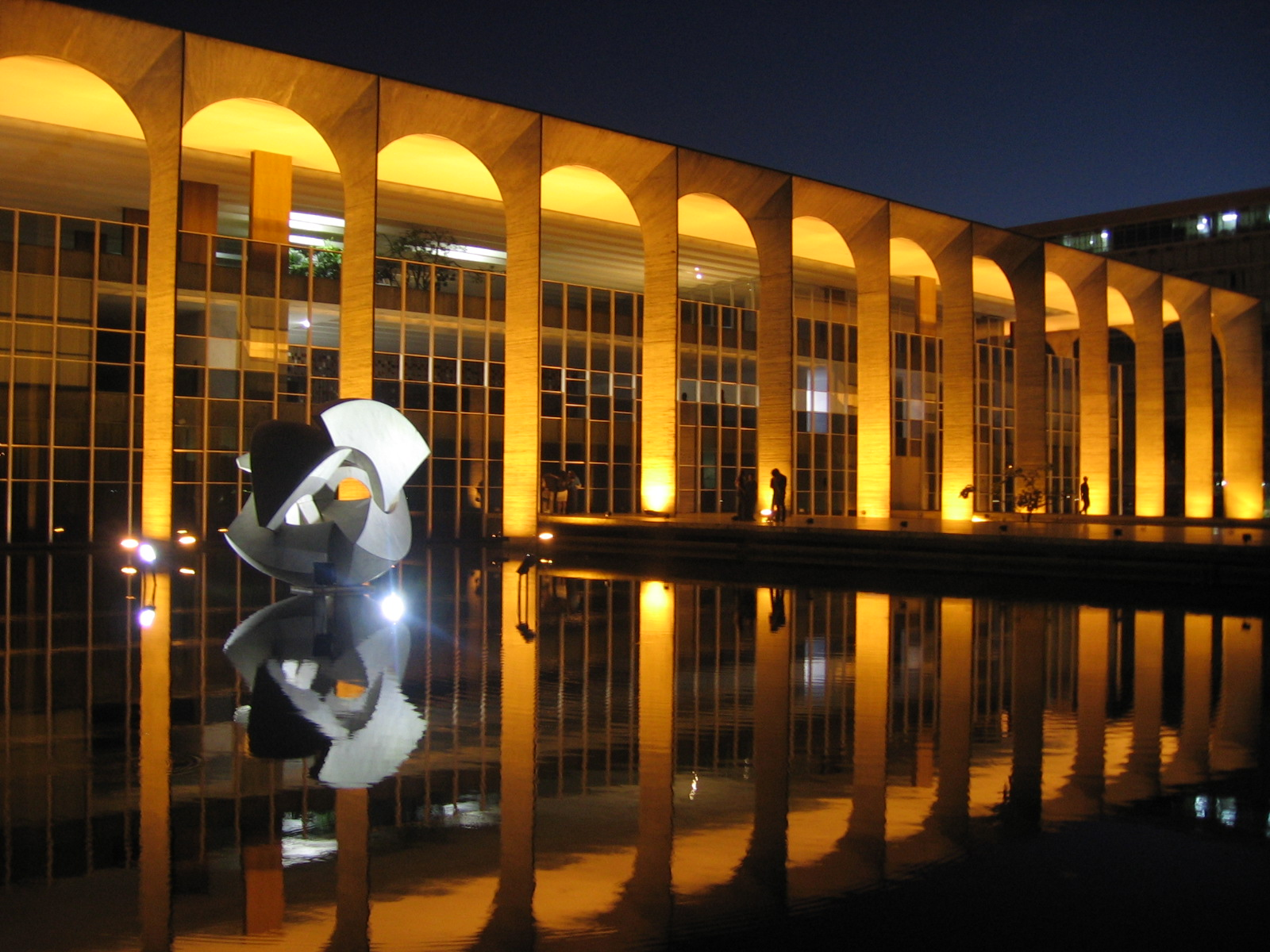
Palácio Itamaraty, em Brasília, sede do Ministério das Relações Exteriores do Brasil.

Consideram-se funções tradicionais da diplomacia as tarefas de negociar, informar e representar.
A tarefa de negociar consiste em manter relações com o objetivo de concluir um acordo. O diplomata negocia em nome e por conta do Estado que representa, com o propósito de defender os interesses daquele Estado. Quanto ao número de partes, a negociação pode ser bilateral ou multilateral. A negociação bilateral dá-se entre duas partes. A multilateral envolve mais de duas partes e costuma ocorrer no âmbito de conferências ou de organizações internacionais.
A tarefa de informar define-se como o dever e a prerrogativa do diplomata no sentido de inteirar-se por todos os meios lícitos das condições existentes e da evolução dos acontecimentos de um determinado Estado e comunicá-las ao governo do seu Estado. Em geral, esta função é desempenhada por diplomatas acreditados junto ao governo do Estado acerca do qual informam.

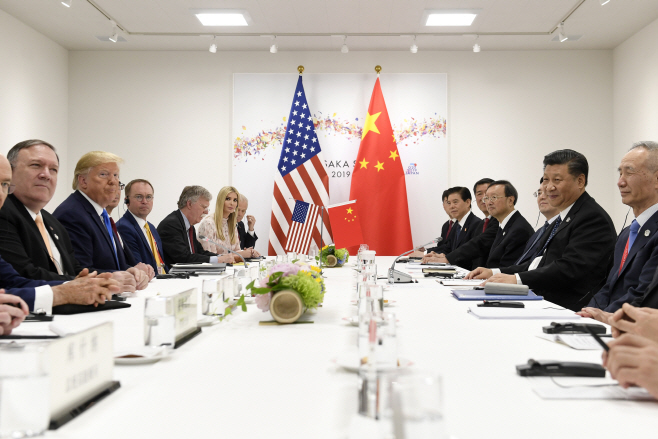
Encontro das delegações durante a cúpula EUA-China realizada em Osaka, no Japão, onde foi realizada a cúpula do G20 no dia 29 de junho de 2019.

A função de representar inclui a tarefa de fazer patente a presença do Estado representado em eventos internacionais ou estrangeiros (no jargão diplomático, "mostrar a bandeira"). Inclui, também, em certos casos, o recebimento de poderes do Estado representado para, em nome e por conta deste último, praticar atos de interesse daquele Estado.
Modernamente, costuma-se incluir entre as funções da diplomacia as de promover o comércio exterior ("promoção comercial") e a imagem do Estado representado ("diplomacia pública").
O direito internacional reconhece aos Estados a faculdade de exercer proteção diplomática sobre os interesses de seus nacionais. Assim sendo, dentro dos limites do direito internacional, uma Missão diplomática pode defender os interesses de uma empresa ou de um indivíduo de seu país.
O termo "diplomacia parlamentar" foi criado em 1955 por Dean Rusk para designar as negociações multilaterais que ocorrem no âmbito da ONU e foi posteriormente estendido às demais organizações internacionais. A diplomacia parlamentar distingue-se por ocorrer no seio de organização internacional, seguir regras de procedimento e contar com debate permanente (assemelhando-se, portanto, ao que ocorre com os parlamentos nacionais). Mais recentemente, encontram-se também referências à diplomacia parlamentar como sendo a conduzida pelos membros dos parlamentos nacionais.

## Órgãos

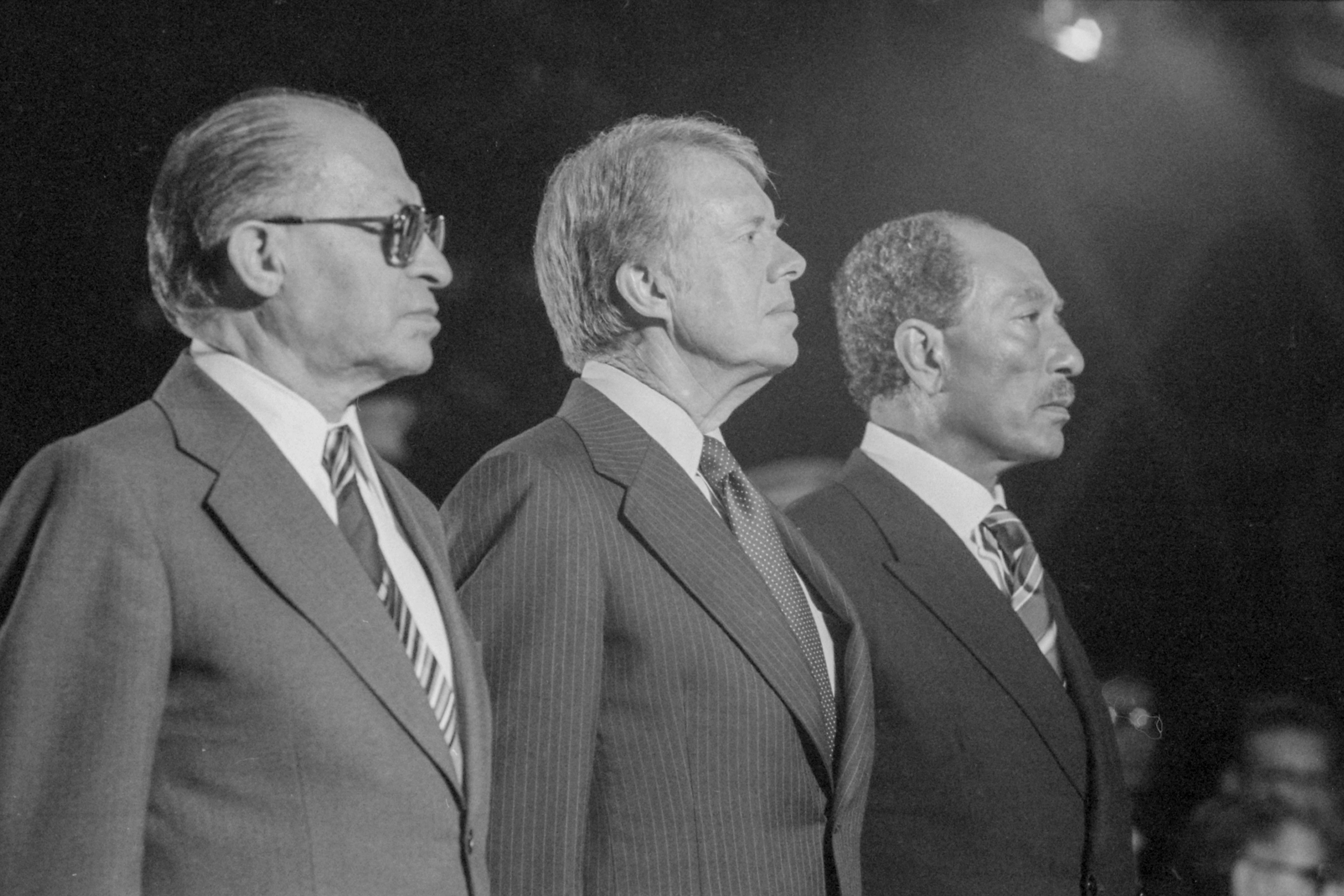
Exemplo bem-sucedido de diplomacia presidencial, os Acordos de Camp David foram mediados pelo presidente Jimmy Carter, dos Estados Unidos.

O Estado mantém relações diplomáticas por intermédio de órgãos especializados. Tais órgãos costumam organizar-se em torno de um Ministério do Exterior (ou denominação semelhante: ministério das relações exteriores, ministério dos negócios estrangeiros, departamento de relações exteriores, departamento de estado, secretaria de relações exteriores etc.) e contar com um quadro de profissionais que representam o Estado junto a outros governos, o chamado "serviço diplomático".
Ao lado da diplomacia profissional, os Estados também lançam mão de missões temporárias ao exterior ("diplomacia ad hoc") para desempenhar determinada função (negociar um tratado, por exemplo). Este tipo de missão pode envolver outros órgãos do Estado, como os ministérios de comércio, fazenda, agricultura, defesa etc.
O direito internacional reconhece ao Chefe de Estado um papel na diplomacia, podendo até mesmo negociar e assinar tratados sem necessidade de plenos poderes, da mesma forma que o Ministro do Exterior. Compete ao Chefe de Estado, em geral, a prerrogativa de ratificar os tratados em nome de seu país. Ao longo do século XX, surgiu a chamada "diplomacia presidencial", fruto da maior facilidade de comunicação entre os países e da vantagem natural que representa a tomada de decisão no mais alto nível.

## Relações diplomáticas

### Missões diplomáticas

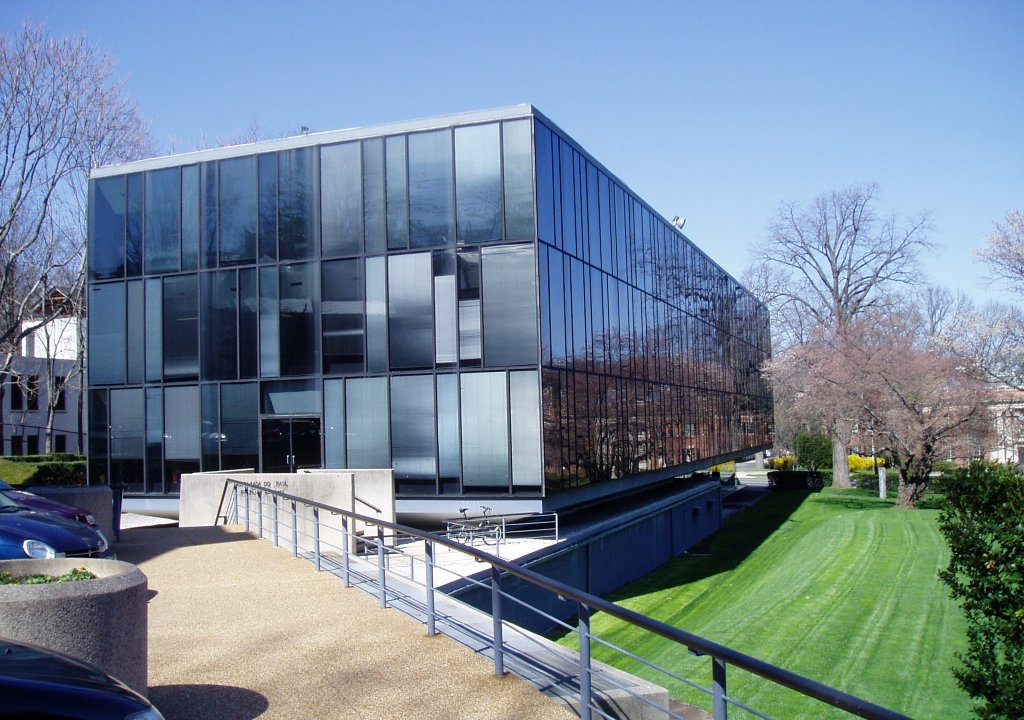
A sede da Embaixada do Brasil em Washington, D.C.

A missão diplomática é constituída por um grupo de funcionários de um Estado (Estado acreditante) ou organização internacional, presentes no território de outro Estado (Estado acreditado ou acreditador), cujo objetivo é representar o Estado acreditante perante o Estado acreditado. Em termos práticos, costuma ser uma Missão permanente de um Estado localizada na capital de outro Estado.

Denomina-se "diplomata" o funcionário pertencente ao serviço diplomático de um Estado; "missão diplomática", um grupo de diplomatas de mesma nacionalidade acreditados junto a um Estado estrangeiro. O conjunto de diplomatas de todas as nacionalidades presentes no território de um determinado Estado denomina-se "corpo diplomático". O corpo diplomático acreditado em uma determinada capital costuma ter um "decano" (o embaixador há mais tempo naquela capital; em alguns lugares, a posição é reservada ao núncio apostólico), com função de porta-voz dos interesses do conjunto dos diplomatas estrangeiros.

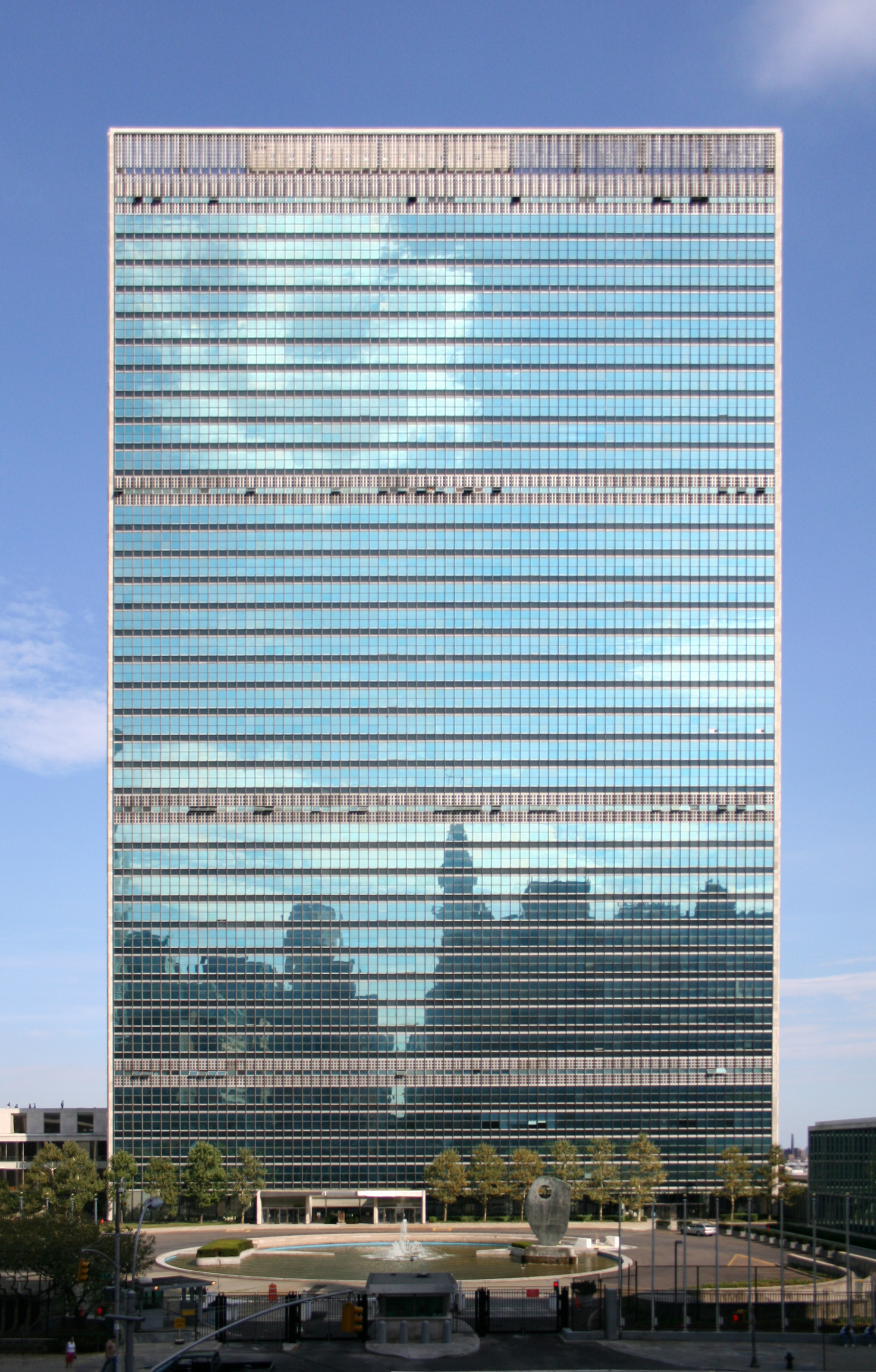
A sede da Organização das Nações Unidas em Nova Iorque, um dos principais palcos da diplomacia multilateral.

As missões diplomáticas podem ser de um dentre três níveis, a depender da classe do chefe da missão:
- Embaixada, chefiada por um embaixador: nível mais elevado de uma Missão diplomática. As Embaixadas estabelecidas pela Santa Sé costumam chamar-se Nunciaturas Apostólicas e ser chefiadas por núncios;
- Legações, chefiadas por ministros plenipotenciários (ou Inter-Núncios, no caso da Santa Sé);
- Encarregaturas de Negócios, chefiadas por encarregados de negócios, o nível mais baixo de uma Missão diplomática.

Na prática, atualmente as Missões diplomáticas são chefiadas por embaixadores. A maioria das Missões de outro nível foi elevada à categoria de Embaixada logo após a Segunda Guerra Mundial.
Convém não confundir o titular de uma Encarregatura de Negócios (o encarregado de negócios) — nível de representação diplomática hoje extremamente raro - com a função temporária de Encarregado de Negócios ad interim (ou a.i.), correspondente ao diplomata que assume a chefia provisória de uma Missão diplomática na ausência do titular (o embaixador).
Em geral, as Missões diplomáticas no exterior reportam-se a e recebem instruções do respectivo Ministério do Exterior (ou dos Negócios Estrangeiros).

### Direito de legação
O direito de legação é a faculdade de enviar e receber agentes diplomáticos. Apenas gozam deste direito as pessoas de direito internacional público, como os Estados soberanos e as organizações internacionais. A faculdade de enviar representantes diplomáticos recebe o nome de direito de legação ativo; a de recebê-los, de direito de legação passivo.
No que se refere aos Estados, o direito de legação decorre da soberania no seu aspecto externo, isto é, o não reconhecimento de autoridade superior à do próprio Estado. Assim sendo, somente os Estados que sejam soberanos gozam do direito de legação - os semissoberanos só o exercem com autorização do Estado ao qual estão vinculados.
O direito de legação deriva do princípio da igualdade jurídica dos Estados e é regulado pelo princípio do consentimento mútuo.

### Privilégios e imunidades

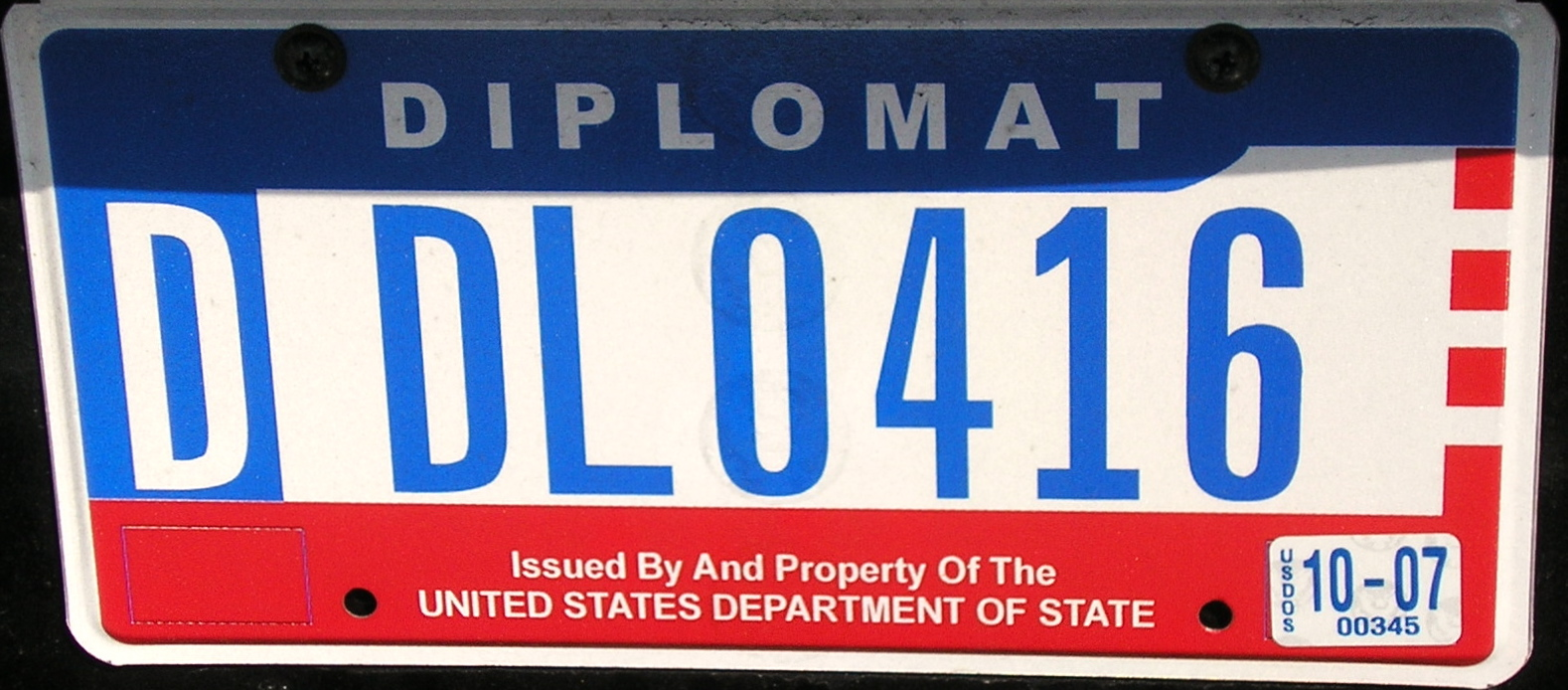
Placa diplomática expedida pelos Estados Unidos. Os veículos diplomáticos gozam de inviolabilidade

A imunidade diplomática é uma forma de imunidade legal e uma política entre governos que assegura às Missões diplomáticas inviolabilidade, e aos diplomatas salvo-conduto, isenção fiscal e de outras prestações públicas (como serviço militar obrigatório), bem como de jurisdição civil e penal e de execução.
A noção de privilégios e imunidades para diplomatas estrangeiros existe desde a Antiguidade - os embaixadores romanos eram considerados sagrados e sua violação constituía um motivo para guerra justa. Na Idade Média, como as relações internacionais davam-se entre Chefes de Estado, ofender um embaixador significava ofender o Chefe de Estado que o havia enviado, o que justificava as precauções da imunidade.

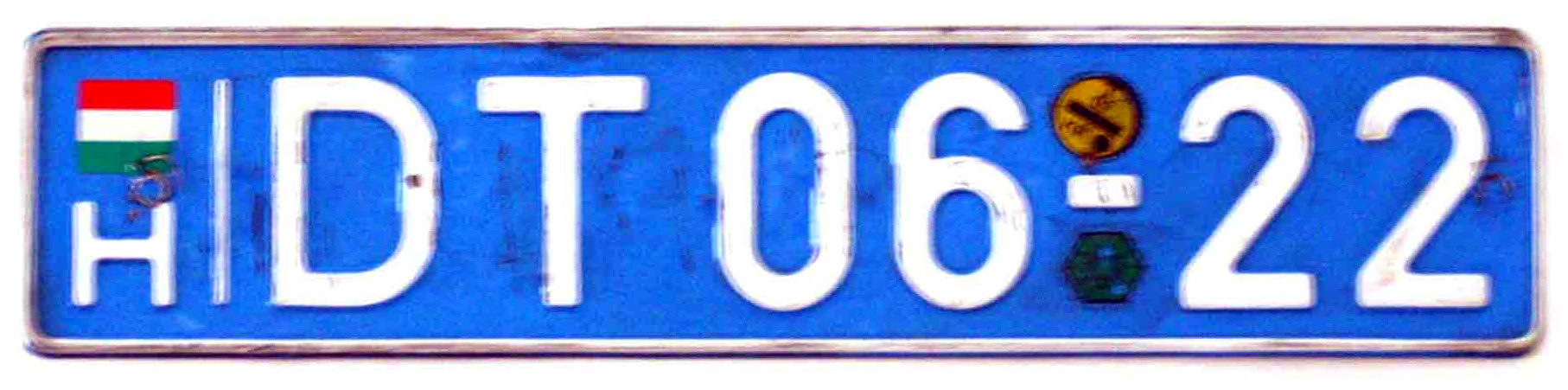
Placa diplomática expedida pela Hungria.

A primeira teoria articulada a procurar justificar a necessidade de privilégios e imunidades para diplomatas foi a da extraterritorialidade, detalhada por Hugo Grócio no século XVII, segundo a qual uma ficção jurídica faria da Embaixada uma parte do território do Estado acreditante. Atualmente, a extraterritorialidade foi abandonada em favor da teoria do interesse da função, segundo a qual a finalidade dos privilégios e imunidades não é beneficiar indivíduos, mas sim garantir o eficaz desempenho das funções das Missões diplomáticas em sua tarefa de representação dos Estados acreditantes.
Os privilégios e imunidades podem ser classificados em inviolabilidade, imunidade de jurisdição civil e penal e isenção fiscal, além de outros direitos como liberdade de culto e isenção de prestações pessoais.
A inviolabilidade abrange a sede da Missão e as residências particulares dos diplomatas, bem como os bens ali situados e os meios de locomoção. Aplica-se também à correspondência e às comunicações diplomáticas.
Da imunidade de jurisdição decorre que os atos da Missão e os de seus diplomatas não podem ser apreciados em juízo pelos tribunais do Estado acreditado. Além de imunidade de jurisdição civil e administrativa, os agentes diplomáticos também gozam de imunidade de jurisdição penal. A imunidade de execução é absoluta - eventuais decisões judiciais ou administrativas desfavoráveis à Missão ou aos diplomatas não podem ser cumpridas à força pelas autoridades do Estado acreditado.
A isenção fiscal abrange o Estado acreditante, o chefe da Missão, a própria Missão e os agentes diplomáticos. Esta isenção inclui os impostos nacionais, regionais e municipais, bem como os direitos aduaneiros, mas não se aplica a taxas cobradas por serviços prestados.
A imunidade diplomática não confere ao diplomata o direito de se considerar acima da legislação do Estado acreditado - é obrigação expressa do agente diplomático cumprir as leis daquele Estado.